# أيوراع (تشهار دولي)
أیوراع (بالفارسية: ایوراع) هي قرية تقع في إيران في Chaharduli Rural District. يقدر عدد سكانها بـ 275 نسمة بحسب إحصاء 2016.